# 羅明 (景泰進士)
羅明（1422年—？），字元亮，江西撫州府崇仁縣人，民籍，明朝政治人物。進士出身。

## 生平
江西鄉試第二十五名。景泰五年（1454年）甲戌科會試第一百六十五名，殿試登進士第三甲第一百五十名。七年十二月擢授试監察御史，八年十二月实授南京广西道御史，丁憂，服闋，天順七年（1463年）閏七月復除廣西道御史，成化五年（1469年）十二月升廣西按察司佥事，十一年五月驻宾州，专督兵御贼，十五年六月升本司副使。

## 家族
曾祖父羅孟偉。祖父羅浩文。父亲羅均寔。